# İbrahimpaşa, Ürgüp
İbrahimpaşa là một xã thuộc huyện Ürgüp, tỉnh Nevşehir, Thổ Nhĩ Kỳ. Dân số thời điểm năm 2011 là 806 người.